# Witold Starkiewicz

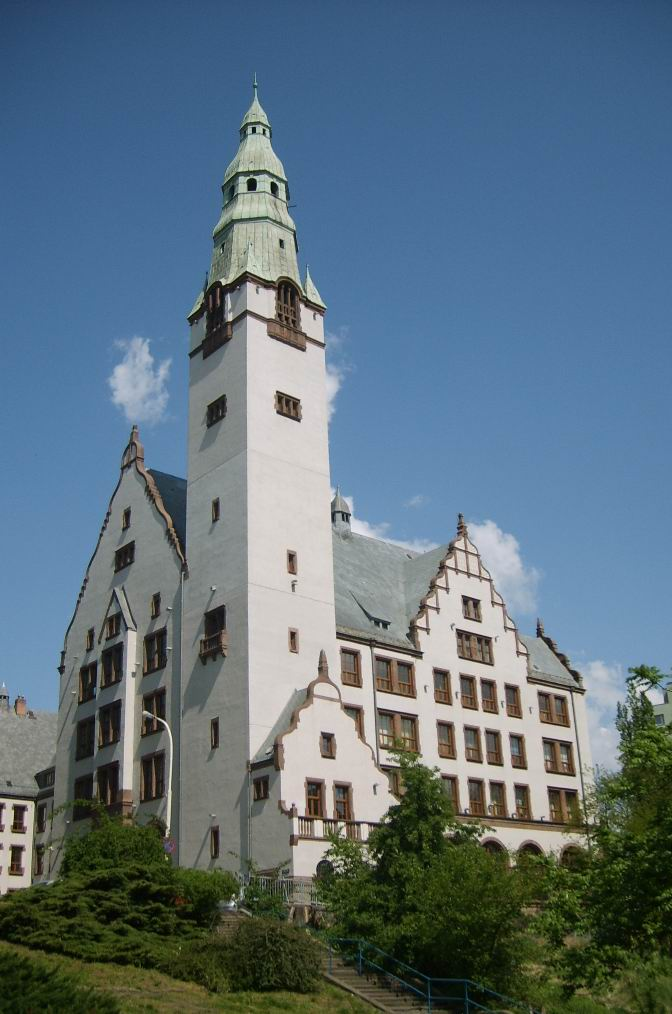
Gmach Pomorskiej Akademii Medycznej, w którym wmurowano tablicę upamiętniającą prof. Witolda Starkiewicza – jednego z założycieli uczelni

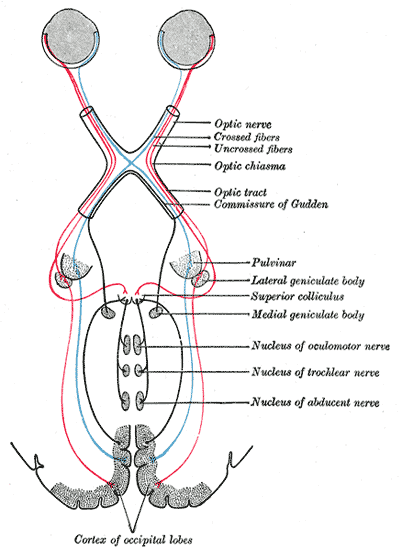
Schemat drogi wzrokowej

Witold Szymon Starkiewicz (ur. 3 września 1906 w Gołonogu, zm. 14 września 1978 w Warszawie) – lekarz okulista, naukowiec i nauczyciel akademicki, profesor i rektor Pomorskiej Akademii Medycznej, podpułkownik lekarz Wojska Polskiego. Budowniczy Polski Ludowej.

## Życiorys
Witold Starkiewicz ukończył studia medyczne na Uniwersytecie Warszawskim (1931), a następnie pracował jako okulista w Warszawie i Lwowie. Ożenił się z Julią Latkowską, pochodzącą również z rodziny lekarskiej. Był oficerem armii II Rzeczypospolitej, uczestnikiem kampanii wrześniowej 1939 roku, a następnie – jeńcem w Oflagu II C Woldenberg (1939–1945). W latach 1945–1948 pełnił służbę w ludowym Wojsku Polskim jako lekarz okulista, związany z lotnictwem. Był też asystentem na UW. W 1948 roku przeniósł się do Szczecina. Był jednym z organizatorów Pomorskiej Akademii Medycznej, w której pracował do emerytury (1972). Specjalizował się w dziedzinie psychofizjologii wzroku. Pasją jego życia było doskonalenie konstrukcji „sztucznego wzroku” – elektroftalmu Kazimierza Noiszewskiego. Pełnił m.in. funkcje dziekana Wydziału Lekarskiego i rektora PAM. W roku 1973 otrzymał pierwszy w historii uczelni doktorat honoris causa.
Zmarł w roku 1978 w Warszawie; tego samego dnia zmarła jego żona, prof. Julia Starkiewiczowa. Został pochowany wraz z nią na Cmentarzu Wojskowym na Powązkach (kwatera B35-7-3).

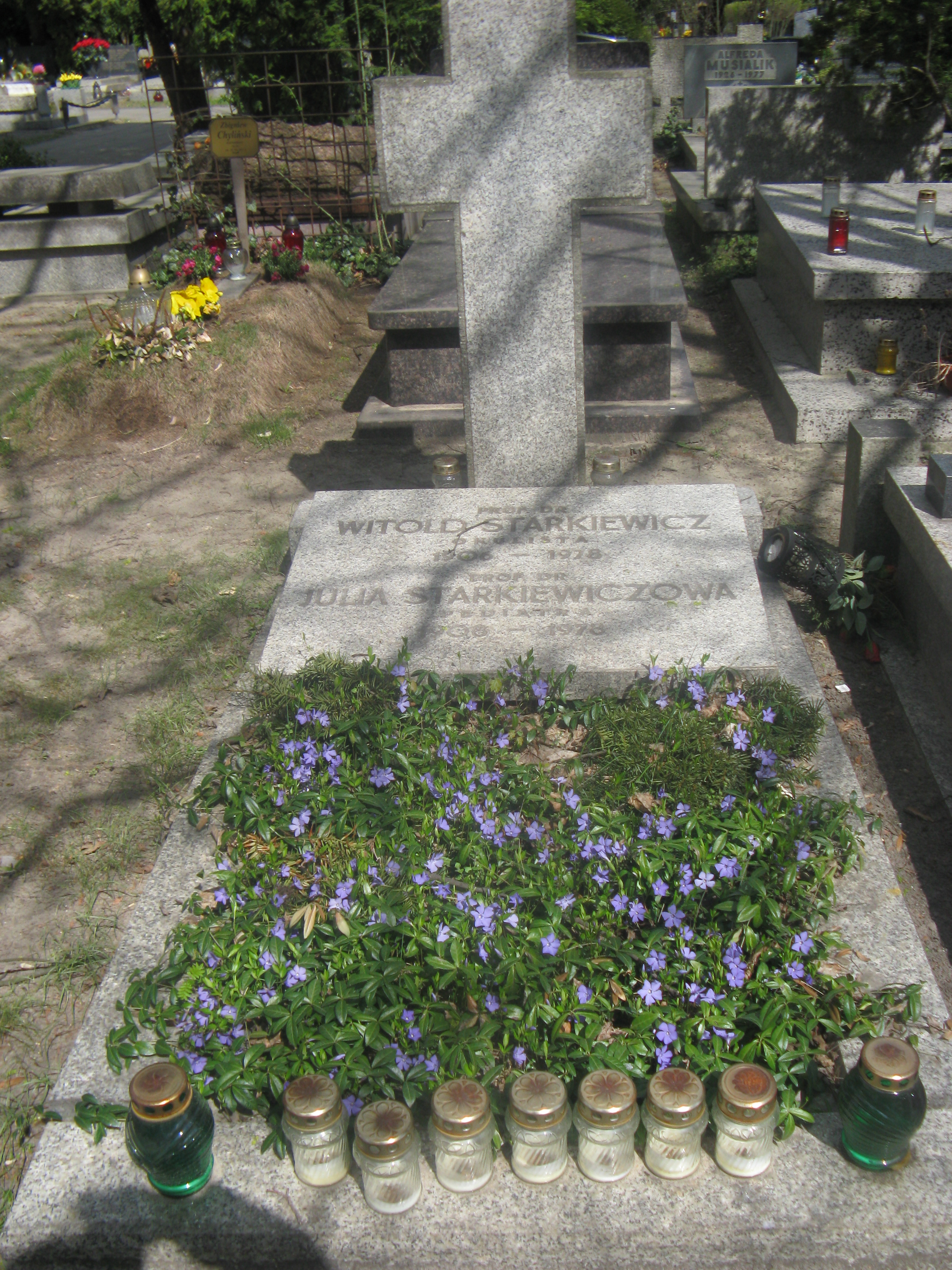
Grób Witolda Starkiewicza i Julii Starkiewiczowej na Cmentarzu Wojskowym na Powązkach

### Okres przed II wojną światową
Witold Starkiewicz urodził się 3 września 1906 roku w Gołonogu (dziś – dzielnica Dąbrowy Górniczej), jako syn pediatry – Szymona Starkiewicza i Kazimiery de domo Starkiewicz. W roku 1924 skończył Gimnazjum im. Tadeusza Reytana i rozpoczął studia na Uniwersytecie Warszawskim. Przez dwa lata studiował matematykę na Wydziale Przyrodniczym, po czym przeniósł się na Wydział Lekarski, gdzie uzyskał dyplom lekarza (11 czerwca 1932 roku). Po studiach odbył roczną służbę wojskową w Szkole Podchorążych Sanitarnych Rezerwy CWS. Następnie został przyjęty do zawodowej służby wojskowej, w stopniu podporucznika ze starszeństwem z 1 listopada 1933 w korpusie oficerów sanitarnych i przydzielony do Centrum Wyszkolenia Sanitarnego, na staż lekarski w Szpitalu Szkolnym. Z dniem 21 stycznia 1935, po ukończeniu stażu, przeniesiony do 1 Pułku Lotniczego na Okęciu, na stanowisko lekarza. Wykonał tam pierwsze prace badawcze w dziedzinie psychofizjologii widzenia, zajmując się zagadnieniem powidoków oraz zależnością ostrości wzroku pilotów od stopnia narażenia na hałas i stres. Badania wykonywał pracując wieczorami w Klinice Ocznej UW. W tym okresie opublikował pracę naukową: O wpływie lotów akrobacyjnych niewysokościowych na stan czynnościowy oka („Lekarz wojskowy” t. 28, nr 4, 1936; „Polski Przegląd Medycyny Lotniczej” t. 5, nr 2, 1936).
W roku 1936 odbył w Szpitalu Ujazdowskim okulistyczny staż specjalizacyjny, a w 1937 roku został asystentem (w stopniu porucznika) na Oddziale Okulistycznym Instytutu Badań Lotniczo-Lekarskich w Warszawie. W tym czasie przygotował publikację: O powidokach ze szczególnym uwzględnieniem powidoków obwodowych części pola widzenia. Elektryczna teoria fazowości powidoków („Klinika Oczna”, z. 3 1938).
W latach 1937–1938, w stopniu kapitana-lekarza, kierował Oddziałem Ocznym 6 Szpitala Okręgowego we Lwowie. W sierpniu 1939 zgodnie z przydziałem mobilizacyjnym objął dowództwo Plutonu Sanitarnego Konnego Nr 86, będącego pododdziałem Podolskiej Brygady Kawalerii.

### Okres II wojny światowej
Na stanowisku dowódcy plutonu sanitarnego walczył w kampanii wrześniowej 1939. W zakres jego zadań wchodziła organizacja punktów opatrunkowych Brygady, m.in. w czasie bitwy nad Bzurą i obrony Warszawy (brygada wzmocniła garnizon warszawski i walczyła tu do 28 września).
Pierwszy okres niewoli Starkiewicz spędził w Oflagu XIb w Brunszwiku, skąd jeńców przetransportowano do obozu jenieckiego Oflag II C Woldenberg (od 1945  Dobiegniew w zachodniej Polsce). W obozowej przychodni lekarskiej wykonywał  m.in. proste zabiegi operacyjne. Samodzielnie sporządził, z dostępnych materiałów, kilka przyrządów do badania wzroku. W obozie napisał pierwszą książkę, której rękopis przekazał wizytującym obóz przedstawicielom Szwajcarskiego Czerwonego Krzyża (zob. Międzynarodowy Ruch Czerwonego Krzyża i Czerwonego Półksiężyca). Materiały zostały po wojnie odnalezione i opublikowane w roku 1953 (monografia Optyka oka i szkieł okularowych).

### Okres powojenny
W kwietniu 1945 roku Witold Starkiewicz wrócił do Warszawy wraz z żoną, która po upadku powstania warszawskiego znalazła się wśród ponad 500 tys. wypędzonych z miasta mieszkańców stolicy (z matką, siostrą i córkami przeszła przez Dulag 121 Pruszków i została wysiedlona w okolice Koniecpola). W powojennej Warszawie pełnił funkcję szefa Oddziału Ocznego w warszawskim Szpitalu Wojskowym  przy ul. 6-tego Sierpnia 33/35 (później – Nowowiejska 33) – w 1945 roku w stopniu majora, a w następnym – w stopniu podpułkownika. Pracował też w Klinice Ocznej Uniwersytetu Warszawskiego, pod kierownictwem prof. Władysława Melanowskiego. Stopień doktora medycyny uzyskał w 1946 roku, na podstawie badań powidoków (wykonanych przed wojną). W roku 1947 wstąpił do PPR (od 1948 – PZPR).
We wrześniu 1948 roku uzyskał zwolnienie z wojska i przeniósł się z rodziną na Ziemie Odzyskane, do Szczecina. Był jednym z twórców Pomorskiej Akademii Medycznej (PAM, obecnie – Pomorski Uniwersytet Medyczny, PUM). W Akademii kierował Katedrą Okulistyki.  Zorganizował od podstaw Klinikę Oczną (później – Klinika Okulistyczna), początkowo zlokalizowaną przy ul. Unii Lubelskiej (w Szpitalu Klinicznym nr 1), a później – w osobnym budynku Szpitala Klinicznego nr 2 (ul. Powstańców Wielkopolskich). W kolejnych latach był kierownikiem Kliniki Okulistyki i Zakładu Patofizjologii Narządu Wzroku (zorganizowanego w roku 1955). Prowadził kliniczną praktykę lekarską, zajęcia dydaktyczne i badania naukowe. Był również aktywnym organizatorem pracy Wydziału i Uczelni.
Na podstawie wyników badań dotyczących leczenia zeza uzyskał stopień doktora habilitowanego (rozprawa nt. Przyczyny, objawy i leczenia zeza, publ. „Klinika Oczna”, rok 1948 i 1949) oraz stanowisko docenta. W 1950 roku został mianowany profesorem nadzwyczajnym, a w roku 1957 uzyskał tytuł profesora zwyczajnego, nadany przez Radę Państwa. W Pomorskiej Akademii Medycznej pełnił funkcje:
- kierownika Katedry Okulistyki (od 1948 do emerytury w r. 1972),
- dziekana Wydziału Lekarskiego (1950–1952),
- prorektora do spraw Dydaktyki (1953–1955),
- rektora (1959–1962).

Poza uczelnią uczestniczył w pracach towarzystw naukowych, rad naukowych i komisji, m.in.:
- Komisja Kompensacji Zmysłów PAN (członek od 1957 r., 1963–1966 – przewodniczący)
- Komitet Nauk Klinicznych PAN (1962–1966, członek)
- Sekcja Techniki Świetlnej PAN (1962–1966, członek)
- Societé Francaise d'Ophtalmologie (1956–1962 – członek tytularny, 1963–1972 – członek rzeczywisty),
- Consilium Europaeum Strabismi Studio Deditum, Europejska Komisja Badań nad Zezem (członek od 1964 r., 1970–1972 – wiceprzewodniczący),
- Polskie Towarzystwo Okulistyczne,
- Szczecińskie Towarzystwo Naukowe (członek zwyczajny),
- komitety redakcyjne czasopism „Klinika Oczna” i „Вестник офтальмологии”.

## Kierunki badań i publikacje
Witold Starkiewicz opublikował 111 prac naukowych (w tym ponad 30 – w językach obcych, zob. np. wykaz w bazie PubMed), cztery monografie i dwa podręczniki. Pełnił funkcję promotora w 18 przewodach doktorskich i opiekuna w dwóch przewodach habilitacyjnych. Prace naukowe dotyczyły przede wszystkim metod leczenia zeza i poszukiwań możliwości zastąpienia wzroku niewidomym. Przedmiotem publikacji Witolda Starkiewicza były również inne zagadnienia z dziedziny fizjologii i patologii wzroku oraz terapii, np.
- Leczenie tkankami sposobem Fiłatowa (zob. Władimir Fiłatow); „Polski Tygodnik Lekarski”, nr 14, 1950 (Starkiewicz był jednym z pierwszych polskich okulistów, którzy wykonywali przeszczepy rogówki)[4],
- «Circumligatio meridionalis». Nowy sposób operacyjnego leczenia postępującej krótkowzroczności („Klinika Oczna”, nr 2, 1965)[4],
- Pierwsze próby leczenia postępującej krótkowzroczności za pomocą «Circumligatio meridionalis» („Klinika Oczna”, nr 6, 1967)[4],
- Psychofizjologia wzroku (1960)[14],
- Fizjologiczne podstawy wrażeń wzrokowych ze szczególnym uwzględnieniem wrażeń jasności i barw (1968)[15],
- Physiologische Grundlagen der Helligkeits- und Farbempfindungen (1970)[16],
- Systematyka wrodzonych i nabytych zespołów chorobowych ze zmianami ocznymi (1975; wydany po przejściu na emeryturę skrypt dla studentów PAM i lekarzy specjalizujących się w zakresie okulistyki)[17].

Część wyników badań Starkiewicz prezentował na konferencjach i zjazdach okulistycznych towarzystw naukowych, m.in. w Paryżu (1956, 1970), Leningradzie (1957), Brukseli (1958), Budapeszcie (1960), Innsbrucku (1963), Wiedniu (1964), Lucernie (1965), Chicago (1968), Lipsku (1968), Londynie (1969).

### Lokalizacyjna metoda leczenia zeza

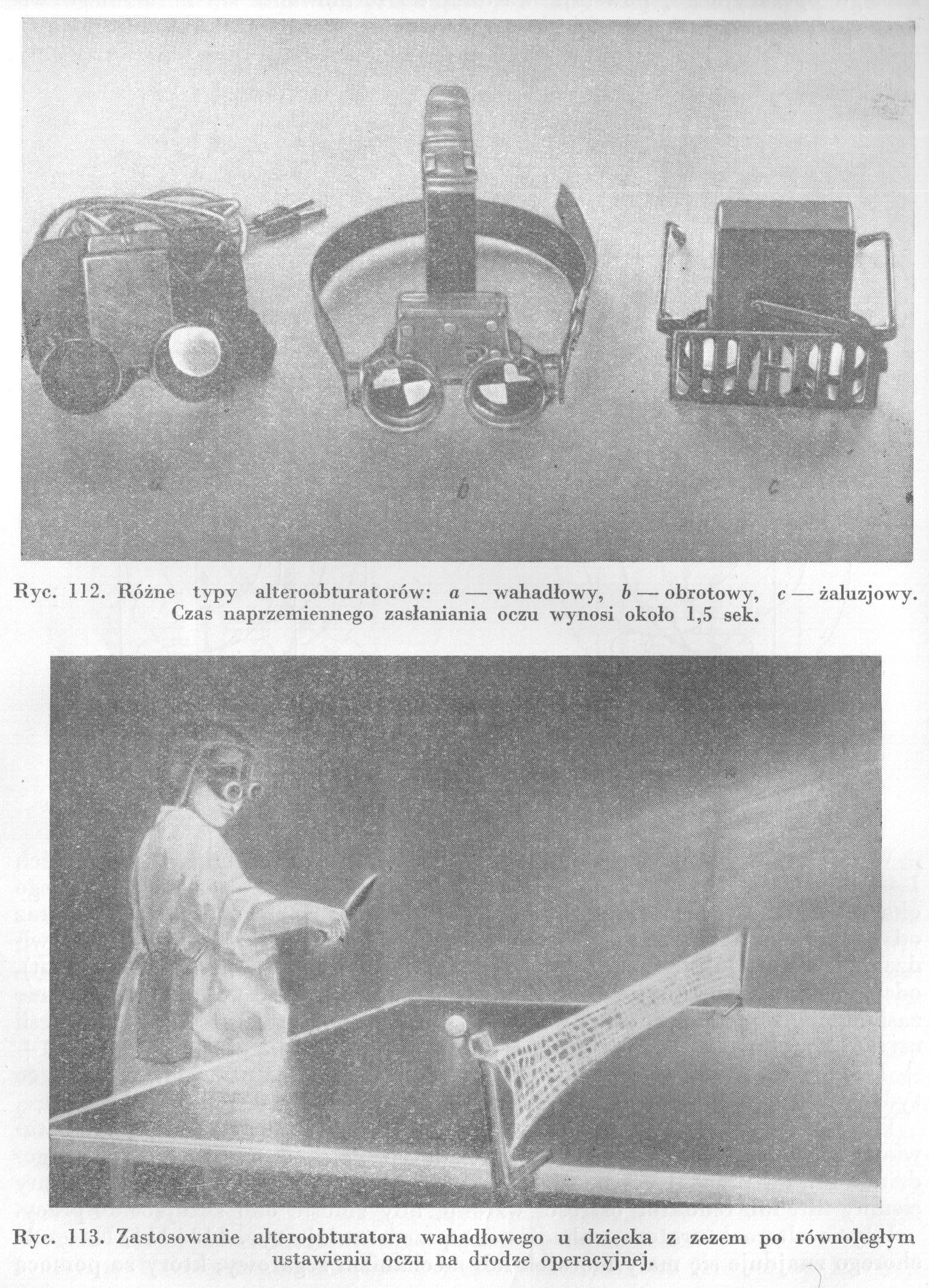
Typy alteroopturatorów – urządzeń do cyklicznego naprzemiennego zasłaniania lewego i prawego oka u dzieci lub różnych części pola widzenia – stosowanych w latach 50. XX w. do leczenia zeza metodą lokalizacyjną (zdj. z książki W. Starkiewicza pt. Psychofizjologia wzroku, PZWL Warszawa 1960; rozdz. Powstawanie optycznych odruchów lokalizacyjnych, s. 82–199)

Witold Starkiewicz stworzył teoretyczne i praktyczne podstawy lokalizacyjnej metody leczenia zeza. Teoretyczną podstawą tej metody jest, sformułowana przez Starkiewicza, tzw. kinestetyczna teoria widzenia. Sposób leczenia, nazywany „metodą szczecińską”, umożliwia  uniknięcie zabiegów operacyjnych, zwłaszcza u dzieci. Stwierdzono, że po operacjach, prowadzących do prawidłowego ustawienia gałek ocznych, konieczne są ćwiczenia pozwalające na wytworzenie u pacjenta nowej koordynacji przestrzenno-ruchowej. Zapewnia to ponad 70% trwałych wyleczeń (zapobiega powrotom zeza). Metoda była opisywana w licznych publikacjach naukowych, m.in.:
- W. Starkiewicz: Die Rolle des Muskelsystems in der Pathogenese und Therapie des Schielens (1963)[19]
- W. Starkiewicz: Fizjologiczne podstawy leczenia zeza (1963)[20]
- W. Starkiewicz, K. Strzyżewski: Stimulation of normal binocular vision while treating strabismus by localization method (1963)[21]

Wraz z zespołem pracowników oddziału leczenia zeza (jeden z 7 oddziałów Zakładu Patofizjologii Narządu Wzroku) Starkiewicz prezentował zasady metody i wyniki badań jej skuteczności na licznych konferencjach naukowych i kursach, organizowanych dla lekarzy-praktyków, m.in. w Greifswaldzie (1965) i Szczecinie (1966). Wspólnie z Kazimierzem Strzyżewskim przygotował w 1958 roku dwa naukowe filmy:
- Rola optycznych odruchów lokalizacyjnych w patogenezie i leczeniu zeza,
- Patologia widzenia dwuocznego.

Ogłoszona w 1964 roku praca: Wyniki leczenia zeza z zastosowaniem metody lokalizacyjnej została wyróżniona zespołową nagrodą I stopnia Ministra Zdrowia i Opieki Społecznej (1965). Witold Starkiewicz otrzymał też, za prace w tej dziedzinie, indywidualną nagrodę I stopnia (1969).

### Elektroftalm

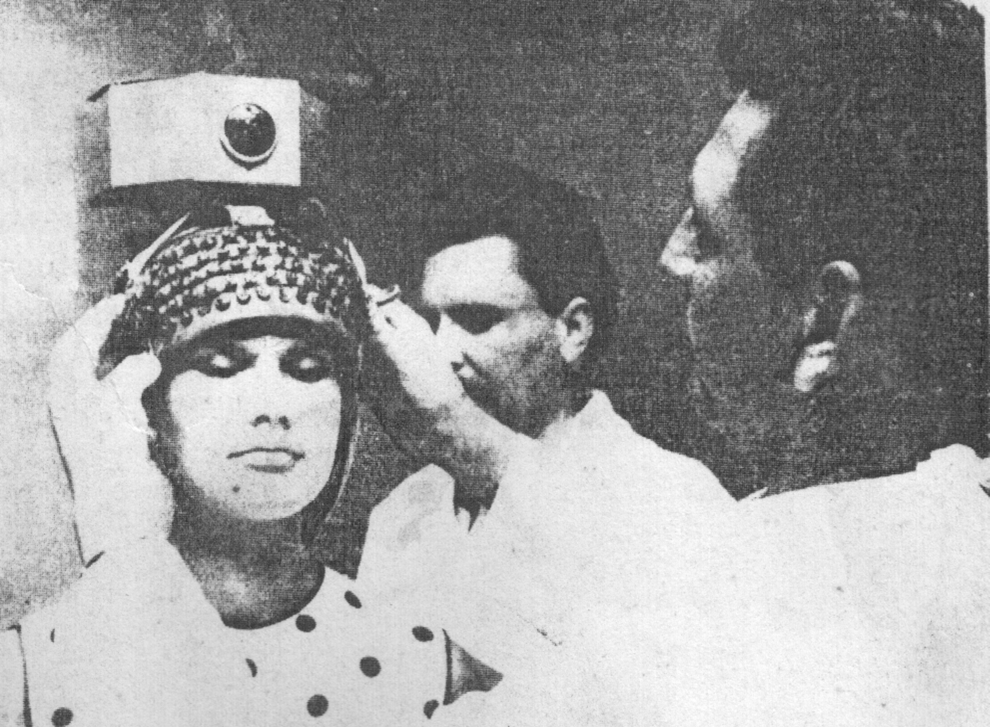
Jeden z uczniów prof. Starkiewicza, dr W. Kuprianowicz i techn. F. Petruczenko – przy zakładaniu elektroftalmu na głowę pacjentki (1969)

Drugim z najważniejszych kierunków badań naukowych były urządzenia zastępujące wzrok niewidomym. Witold Starkiewicz zaproponował modyfikację elektroftalmu Kazimierza Noiszewskiego. Przeprowadził szereg udanych prób prototypu urządzenia, wykorzystującego bodźce dotykowe zamiast dźwiękowych. Wyrażał przekonanie, że angażowanie słuchu w urządzeniach dla ociemniałych jest dla nich niekorzystne, ponieważ słuch jest ich głównym źródłem innych informacji o otoczeniu. Starkiewicz zastosował zestaw 300 fotokomórek, których pobudzenia uruchamiały wibratory, pobudzające powierzchnię czoła pacjenta, tworząc na niej uproszczony plastyczny obraz otoczenia. Koncepcja szczecińskiego elektroftalmu i wyniki badań, wykonanych w Zakładzie z użyciem prototypów (m.in. w ciemni z przedmiotami o kontrastowych krawędziach), były publikowane w Polsce i za granicą, np.:
- W. Starkiewicz, W. Kuliszewski: The 80-channel elektroftalm, prace lnternational Congress Technology Blindness (1963)[22],
- W. Starkiewicz, W. Kuprianowicz, F. Petruczenko: 60-channel elektroftalm with CdSO4 photoresistors and forehead tactile elements; rozdział w książce Visual prothesis: the interdisciplinary dialogue (1971)[23].

Konstrukcja układu wibratorów elektroftalmu, montowanych w hełmie nakładanym na głowę niewidomego, została opatentowana przez współpracowników z Polskich Zakładów Optycznych.
Oceniając osiągnięcia Starkiewicza w tej dziedzinie prof. Jerzy Szaflik, krajowy konsultant w zakresie okulistyki i przewodniczący Polskiego Towarzystwa Okulistycznego, napisał:

Był on okulistą, ale także miał solidne wykształcenie matematyczne i fizyczne. Wykorzystując swoją wiedzę stworzył urządzenie, które dawało osobom ociemniałym namiastkę widzenia.

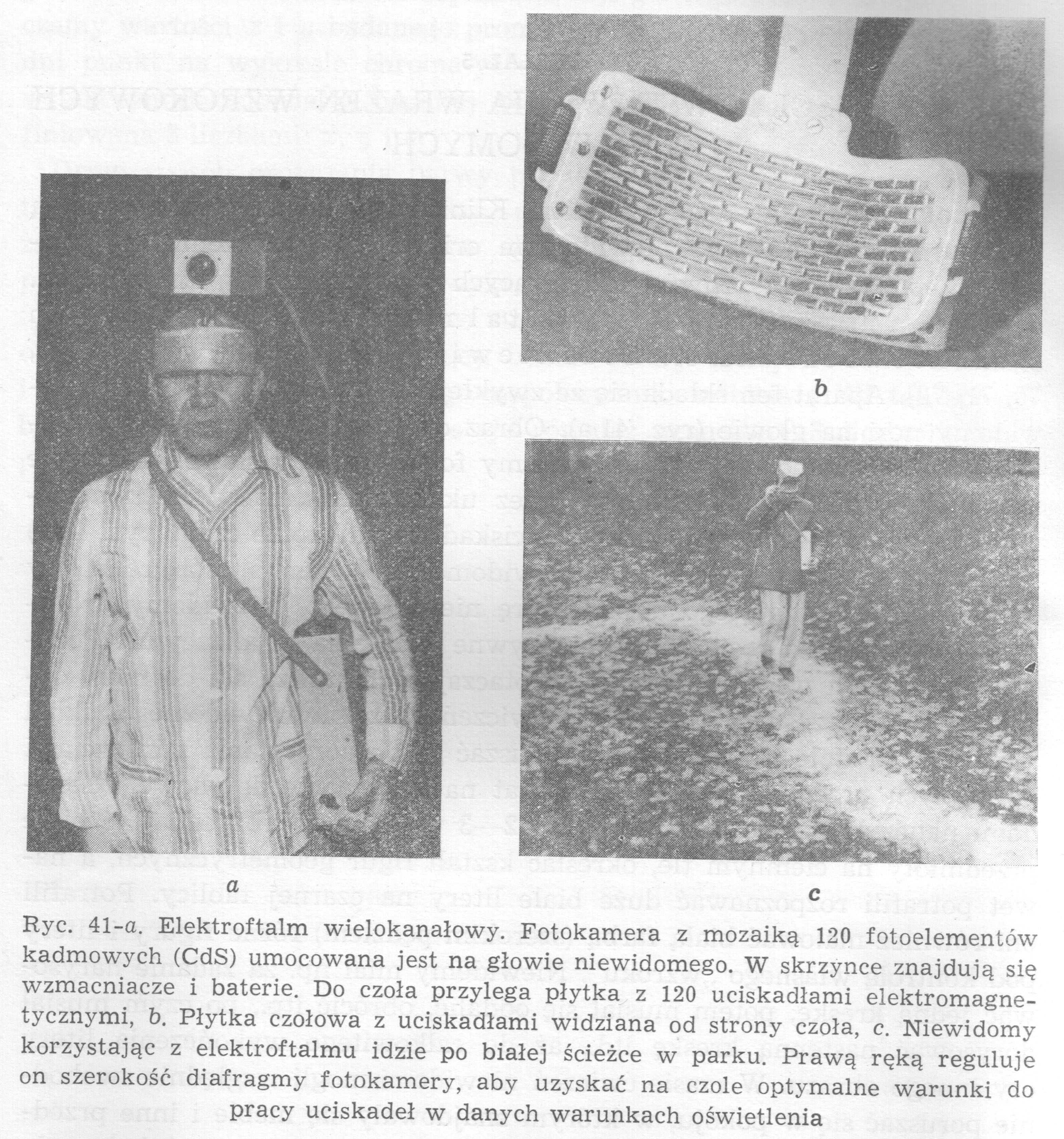
Jeden z pierwszych modeli „zastępczego oka” dla niewidomych, opracowany w Szczecinie w końcu lat 50. XX w.

### Projekty wynalazcze
Witold Starkiewicz był autorem 11 zgłoszonych projektów wynalazczych, dotyczących konstrukcji aparatów diagnostycznych i wspomagających leczenie, z których 6 opatentowano (np. przyrząd do badania widzenia stereoskopowego, 1972 r.). Najciekawsze z nich, to:
- aparat do rozpoznawania barw przez niewidomych,
- aparat do badania lokalizacji optycznej za pomocą całego ciała,
- aparat do badania oceny odległości,
- elektroftalm wielokanałowy,
- synoptofor kinematograficzny.

## Niektóre odznaczenia, wyróżnienia, upamiętnienie
- Order Budowniczych Polski Ludowej (1974)[28]
- Krzyż Oficerski Orderu Odrodzenia Polski (22 lipca 1951, za wybitną działalność naukową w dziedzinie medycyny)[29]
- Krzyż Kawalerski Orderu Odrodzenia Polski
- Order Sztandaru Pracy I Klasy
- Medal 10-lecia Polski Ludowej (1955)[30]
- Odznaka „Za wzorową pracę w służbie zdrowia” (1951)[31]
- Wpis do „Księgi Zasłużonych dla Ziemi Szczecińskiej”

W roku 1973  prof. Witold Starkiewicz otrzymał tytuł doktora honoris causa Pomorskiej Akademii Medycznej.
Po śmierci prof. Witolda Starkiewicza jego imię nadano ulicy w Szczecinie (dawniej – ul. Jabłonkowska), prowadzącej do Kliniki Okulistycznej PAM. Tablice upamiętniające profesora Witolda Starkiewicza wmurowano w budynku Rektoratu Pomorskiej Akademii Medycznej, przy wejściu do Auli im. Witolda Starkiewicza, oraz na ścianie budynku Kliniki Okulistycznej.
W grudniu 1985 roku  kontynuacja myśli naukowej Witolda Starkiewicza była tematem uroczystej sesji naukowej, zorganizowanej przez Oddział Szczeciński Polskiego Towarzystwa Okulistycznego. W tym samym roku imię Profesorów Julii i Witolda Starkiewiczów nadano nowemu szpitalowi w Gryficach. W 1997 roku w Pomorskiej Akademii Medycznej odbyła się obrona pracy doktorskiej dr Andrzeja Lipińskiego, nt. Prof. dr hab. Witold Starkiewicz jako okulista i współorganizator Pomorskiej Akademii Medycznej. W roku 2000 Witold Starkiewicz znalazł się na liście „Szczecinianie stulecia”. W roku 2011 sylwetkę Witolda Starkiewicza przypomniano na łamach Biuletynu Okręgowej Izby Lekarskiej w Szczecinie „Vox Medici”
W 2018 roku szczecińskie „Stowarzyszenie Czas Przestrzeń Tożsamość” postanowiło upamiętnić Julię i Witolda Starkiewiczów sadząc na „Skwerze Pamięci” Cmentarza Centralnego młody dąb – „Drzewko Pamięci”.